# Barkas
La Barkas (nome completo VEB Barkas-Werke Karl-Marx-Stadt) era una casa automobilistica della allora Germania Orientale nata dalle ceneri della Framo e dalla separazione di un comparto specifico dalla IFA; fu attiva per un trentennio tra il 1961 e il 1991.

## Il contesto

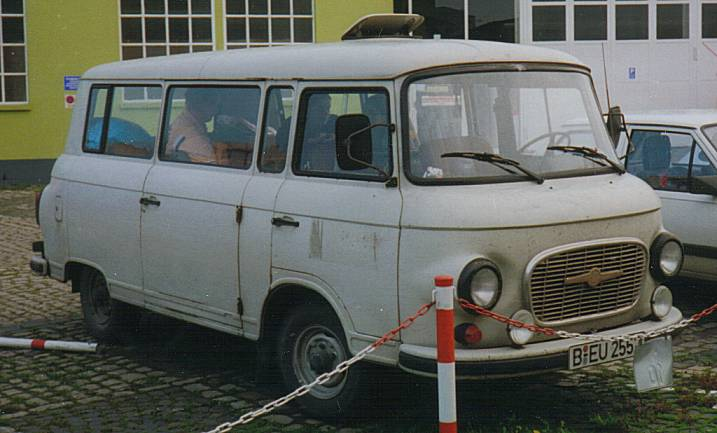
Un Barkas B1000 in versione minibus

Già nel 1958, nell'ambito di una riorganizzazione del grande gruppo industriale nato al termine della seconda guerra mondiale con il nome di Industrieverband Fahrzeugbau, il comparto veicoli commerciali era stato scorporato con la nascita del VEB Barkas-Werke Hainichen (Barkas-stabilimento di Hainichen), che continuava la produzione di alcuni modelli della precedente Framo; con lo spostamento degli impianti produttivi nella nuova locazione assunse la nuova denominazione.
Durante quegli anni era l'unica casa costruttrice di furgoni e minibus di questa nazione. La produzione era concentrata peraltro su un singolo modello, il B1000, che veniva prodotto con diversi allestimenti. La produzione avveniva negli stabilimenti ubicati a Karl-Marx-Stadt (oggi Chemnitz).
La produzione del B1000 iniziò nel 1961 e terminò nel 1991. Inizialmente il veicolo era dotato di un motore a due tempi, tre cilindri, da 45 cv realizzato dalla DKW ed impiegato anche sulle vetture della Wartburg. Poco prima che terminasse la produzione, nel 1989, venne deciso di montare un motore 1.3 L quattro tempi prodotto su licenza Volkswagen e questa nuova versione del veicolo venne designata B1000/1.
Il B1000 fu un veicolo notevole per la sua epoca. Aveva una elevata capacità di carico e, grazie al motore anteriore, una grande flessibilità di allestimento. Nella versione minibus poteva trasportare fino ad otto passeggeri. Il veicolo venne utilizzato principalmente per impieghi governativi ma era possibile acquistarne anche esemplari per uso privato. In totale sono stati prodotti 175.740 B1000 e 1.961 B1000/1 prima che l'azienda chiudesse i battenti dopo la caduta del muro di Berlino e venisse inaugurato il nuovo stabilimento Volkswagen di Zwickau, che assorbì parte della forza lavoro della Barkas. Negli anni di produzione la fama del modello in patria fu tale che gli venne dedicata anche una emissione filatelica specifica.